# Gilbert Casey

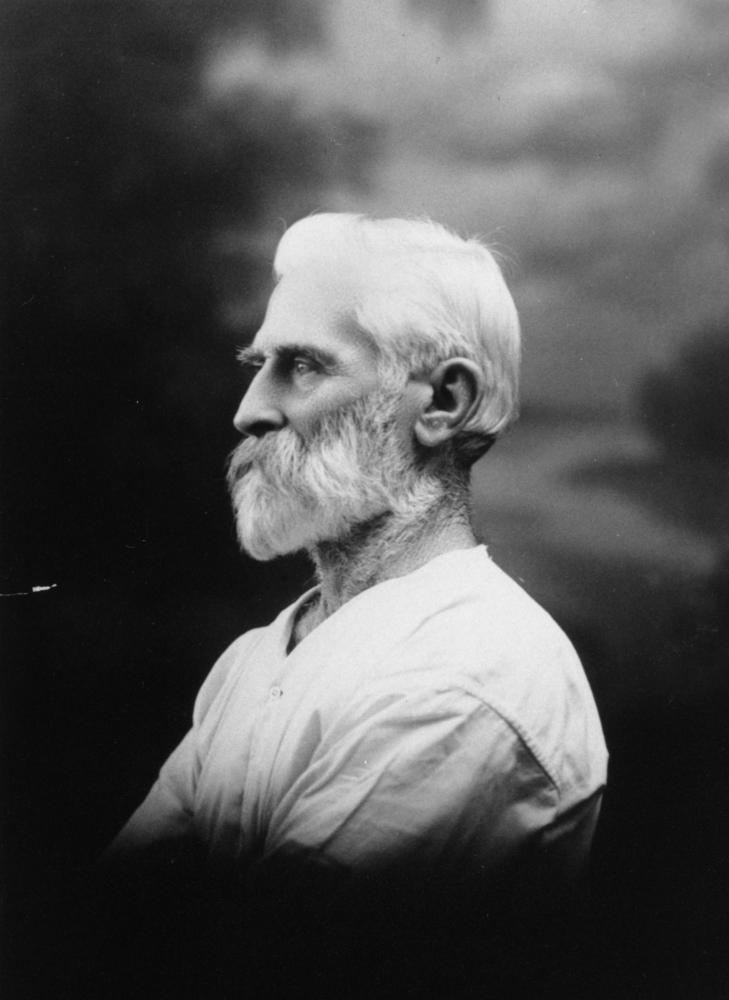
Gilbert Stephen Casey (1924)

Gilbert Stephen Casey (* 1856 im County Clare, Irland; † 2. Oktober 1946 in New Australia, Paraguay) war ein Gewerkschafter, Agitator der frühen australischen Arbeiterbewegung und ein utopischer Sozialist.

## Privates Leben
Er war der Sohn von Patrick Casey, einem Handelwarenhändler, und seiner Frau Susan. Er fuhr zur See und kam dabei in Kontakt mit gewerkschaftlichen Ideen. Im Oktober 1883 immigrierte er nach Queensland in Australien und arbeitete als Forstarbeiter, Kohlen-Bergwerk- und Hafenarbeiter. Am 14. Oktober 1883 heiratete er seine Frau Shile und nachdem sie ihn 1895 in New Australia verließ, heiratete er in New Australia Maria Antonia Sosa, eine paraguayische Frau. Mit ihr und seinen zwei Söhnen betrieb er nach dem Scheitern des sozialuptopischen New Australia eine Viehzucht in La Novia bei Asunción, schrieb gelegentlich Zeitungsartikel für Zeitungen der australischen Arbeiterbewegung und war jahrelang Polizeichef in New Australia.

## Politisches Leben
Im Februar 1886 wurde Casey Mitglied im Queensland Maritime Council durch die Brisbane Wharf Labourers' Union und half 1888 das Townsville Trades and Labor Council zu gründen.
Im Juni 1889 war er maßgeblich an der Rekonstruktion der Australian Labour Federation beteiligt, war Mitbegründer der Distrikt-Councils von Maryborough, Rockhampton, Charters Towers und Townsville und Vorstandsvorsitzender des Board of Trustees of the Worker.
Nach der ersten australischen Banken- und Wirtschaftskrise von 1890 und den Niederlagen der australischen Gewerkschaften im Maritime-Streik von 1890 und Schafscherer-Streik von 1891, präferierte er einen Generalstreik über Australien, den pragmatische Gewerkschafter ablehnten, was ihm auch heftige Angriffe von antigewerkschaftlichen gesellschaftlichen Kräften einbrachte. In der konservativen Presse wurde er des Inzest beschuldigt und dass er seine Vorstellung ohne Rücksicht auf die gesellschaftlichen Kosten durchsetzen wolle. In Barcaldine wurde er während des Schafschererstreiks 1891 wegen Brandstiftung angeklagt und zwei Wochen lang inhaftiert, bevor er wegen Herzbeschwerden entlassen wurde.
Nach dem verlorenen Schafschererstreik 1891 wollte er die Initiative zur Gründung der Australian Labor Party nicht unterstützten und wurde ein Mitglied der New Australia Co-operative Settlement Association von William Lane, die sich zum Ziel die Gründung einer frühsozialisten Kolonie New Australia gesetzt hatte. Am 31. Dezember 1893 verließ Casey mit seiner Frau in der zweiten Siedlergruppe auf dem Schiff Royal Tar Australien auf dem Weg nach New Australia in Paraguay.
Er blieb in der australischen Kolonie New Australia nach der Abspaltung durch William Lane in die Kolonie Cosme und war 1894 in Australien, um für die Unterstützung der Kolonie zu werben, anschließend wurde zum Präsidenten der Sociedad Co-operativa Colonizadora Nueva Australia im Jahr 1896 gewählt. Er konnte allerdings den Niedergang dieser Kolonie nicht aufhalten und orientierte sich nach der Auflösung der Kolonie beruflich als Viehzüchter und als Polizeichef von New Australia um.